# Болото Нимме (природна територія)
Природна територія болото Ни́мме, або верхове болото Нимме, (ест. Nõmme raba loodusala) — природоохоронна територія в Естонії, у волості Тюрі повіту Ярвамаа. Входить до Європейської екологічної мережі Natura 2000.

## Основні дані
KKR-код: RAH0000390
Міжнародний код: EE0060114
Загальна площа — 436,8 га, зокрема площа водойм становить 2,3 га.
Територія утворена 5 серпня 2004 року.

## Розташування
Природоохоронний об'єкт розташовується на землях, що належать селам Віллевере, Кяревере, Пібарі, Тяннассілма.

## Мета створення
Метою створення території є збереження 7 типів природних оселищ:
| Код   | Тип оселища                                                     | Площа, га |
| ----- | --------------------------------------------------------------- | --------- |
| 3160  | Природні дистрофні озера та стави                               | 2         |
| 7110* | Активні верхові (оліготрофні) болота                            | 95        |
| 7150  | Западини на торф'яних субстратах з Rhynchosporion               | 0         |
| 9010* | Західна тайга                                                   | 8         |
| 9050  | Феноскандійські ліси з Picea abies і багатим трав'яним покривом | 15        |
| 9080* | Феноскандійські листопадні заболочені ліси                      | 1         |
| 91D0* | Заболочені ліси                                                 | 84        |